# Nototriton picucha
Espèce
Nototriton picucha est une espèce d'urodèles de la famille des Plethodontidae.

## Répartition
Cette espèce est endémique du département d'Olancho au Honduras. Elle se rencontre entre 1 890 et 2 910 m d'altitude dans le parc national Sierra de Agalta.

## Étymologie
Cette espèce est nommée en référence au lieu de sa découverte, le Cerro La Picucha.

## Publication originale
- Townsend, Medina-Flores, Murillo & Austin, 2011 : Cryptic diversity in Chortís Highland moss salamanders (Caudata: Plethodontidae: Nototriton) revealed using mtDNA barcodes and phylogenetics, with a new species from eastern Honduras. Systematics and Biodiversity, no 9, p. 275-287 (texte intégral).